# فرد بيتاني
فرد بيتاني (بالإنجليزية: Fred Bettany)‏ هو لاعب كرة قدم بريطاني (وحمل سابقاً جنسية المملكة المتحدة لبريطانيا العظمى وأيرلندا) في مركز الوسط، ولد في 1860 في بورسلم في المملكة المتحدة، وتوفي بنفس المكان في 9 يونيو 1924. لعب مع بورت فايل وستوك سيتي.